# Saison 2024-2025 du Toulouse Football Club
Maillots
Chronologie
Saison précédente Saison suivante
La saison 2024-2025 du Toulouse Football Club voit le club s'engager dans la Ligue 1, après avoir terminé 11e la saison précédente, et la Coupe de France.
Damien Comolli entame sa cinquième saison en tant que président.
Carles Martínez Novell entame sa deuxième saison en tant qu'entraîneur.

## Transferts

### Mercato d'été

#### Départs
Après une saison au club, Stijn Spierings retourne au RC Lens.
Après trois saisons au club, Mikkel Desler est en fin de contrat et part libre pour le Austin FC.
Formé au club et après neuf saisons au club, Moussa Diarra est en fin de contrat et part libre pour le Deportivo Alavés,.
Formé au club, Thomas Himeur est en fin de contrat et part libre pour le Paris FC.
Formé au club, Bonota Traoré est en fin de contrat et part libre pour l'Étoile Carouge.
Après deux saisons et demie au club, Junior Flemmings est libéré de son contrat et part libre pour le Ajman Club.
Ibrahim Cissoko est prêté sans option d'achat pour la saison au Plymouth Argyle.
Noah Lahmadi est prêté sans option d'achat pour la saison au Paris 13 Atletico.
Kjetil Haug est prêté sans option d'achat pour quatre mois (jusqu'en décembre, les saisons norvégiennes se déroulent sur des années calendaires)  à l'Odds BK.
César Gelabert est prêté avec option d'achat pour la saison au Real Sporting de Gijón.
Saïd Hamulic est prêté avec option d'achat pour la saison au Widzew Łódź.
Après trois saisons au club, dont deux près au Pau FC, Yanis Begraoui est transféré à l'Estoril-Praia.
Après deux saisons au club, Thijs Dallinga est transféré au Bologne FC.
Formé au club, Christian Mawissa est transféré à l'AS Monaco,.
Après trois saisons au club, Logan Costa est transféré au Villareal CF.
Formé au club, Mamady Bangré est transféré au Grenoble Foot 38.
Formé au club, Kévin Keben est transféré au Watford FC.

#### Arrivées
Charlie Cresswell quitte Leeds United et signe au Toulouse FC pour une durée de 4 ans,.
Djibril Sidibé, libre de tout contrat (en fin de contrat avec l'AEK Athènes), signe au Toulouse FC,.
Mark McKenzie quitte le KRC Genk et signe au Toulouse FC pour une durée de 3 ans,.
Ümit Akdağ (en) est prêté avec option d'achat pour une saison par Alanyaspor.
Joshua King, libre de tout contrat (en fin de contrat avec le Fenerbahçe SK), signe au Toulouse FC.
Miha Zajc est prêté sans option d'achat pour une saison par le Fenerbahçe SK.

### Mercato d'hiver

#### Départs
Le gardien Álex Domínguez est prêté pour la fin de saison au club de LaLiga 2 du SD Eibar.

#### Arrivées
Kjetil Haug revient de son prêt à l'Odds BK(jusqu'en décembre, les saisons norvégiennes se déroulent sur des années calendaires).
Le prêt de Noah Lahmadi au club de National 1 Paris 13 Atletico est rompu en janvier.

## Joueurs et encadrement technique

### Effectif professionnel actuel
Le premier tableau liste l'effectif professionnel du Toulouse FC pour la saison 2024-2025. Le second recense les prêts effectués par le club lors de cette même saison.
En grisé, les sélections de joueurs internationaux chez les jeunes mais n'ayant jamais été appelés aux échelons supérieurs une fois l'âge-limite dépassé ou les joueurs ayant pris leur retraite internationale.

## Compétitions

### Championnat

#### Classement
| Rang | Équipe            | Pts | J  | G  | N | P  | Bp | Bc | Diff |
| ---- | ----------------- | --- | -- | -- | - | -- | -- | -- | ---- |
| 8    | RC Lens           | 52  | 34 | 15 | 7 | 12 | 42 | 39 | +3   |
| 9    | Stade brestois 29 | 50  | 34 | 15 | 5 | 14 | 52 | 59 | −7   |
| 10   | Toulouse FC       | 42  | 34 | 11 | 9 | 14 | 44 | 43 | +1   |
| 11   | AJ Auxerre P      | 42  | 34 | 11 | 9 | 14 | 48 | 51 | −3   |
| 12   | Stade rennais FC  | 41  | 34 | 13 | 2 | 19 | 51 | 50 | +1   |

#### Évolution du classement et des résultats
| Journée  | 1  | 2  | 3  | 4  | 5  | 6  | 7  | 8  | 9  | 10 | 11 | 12 | 13 | 14 | 15 | 16 | 17 | 18 | 19 | 20 | 21 | 22 | 23 | 24 | 25 | 26 | 27 | 28 | 29 | 30 | 31 | 32 | 33 | 34 |
| -------- | -- | -- | -- | -- | -- | -- | -- | -- | -- | -- | -- | -- | -- | -- | -- | -- | -- | -- | -- | -- | -- | -- | -- | -- | -- | -- | -- | -- | -- | -- | -- | -- | -- | -- |
| Rang     | 10 | 11 | 15 | 11 | 13 | 15 | 16 | 15 | 14 | 12 | 10 | 10 | 10 | 10 | 9  | 8  | 8  | 8  | 10 | 10 | 10 | 10 | 10 | 8  | 10 | 10 | 11 | 11 | 12 | 12 | 12 | 12 | 12 | 10 |
| Résultat | N  | N  | D  | V  | D  | D  | D  | N  | V  | V  | V  | D  | V  | D  | V  | V  | D  | N  | D  | N  | N  | D  | V  | V  | N  | D  | D  | D  | D  | D  | N  | V  | N  | V  |

## Statistiques
Les statistiques de buteurs et passeurs sont celles des organisateurs des compétitions, la LFP.

### Statistiques des buteurs
| R     | Nom                   | Ligue 1 | Coupe de France | Total |
| ----- | --------------------- | ------- | --------------- | ----- |
| 1     | Zakaria Aboukhlal     | 7       |                 | 7     |
| 2     | Joshua King           | 5       |                 | 5     |
| 2     | Frank Magri           | 5       |                 | 5     |
| 2     | Vincent Sierro        | 5       |                 | 5     |
| 5     | Shavy Babicka         | 4       |                 | 4     |
| 5     | Charlie Cresswell     | 3       | 1               | 4     |
| 7     | Yann Gboho            | 2       |                 | 2     |
| 7     | Noah Edjouma          | 2       |                 | 2     |
| 9     | Cristian Cásseres Jr. | 1       |                 | 1     |
| 9     | Aron Dønnum           | 1       |                 | 1     |
| 9     | Mark McKenzie         | 1       |                 | 1     |
| 9     | Denis Genreau         |         | 1               | 1     |
| Total | Total                 | 36      | 2               | 38    |

### Statistiques des passeurs
| R     | Nom                   | Ligue 1 | Coupe de France | Total |
| ----- | --------------------- | ------- | --------------- | ----- |
| 1     | Gabriel Suazo         | 5       | 1               | 6     |
| 2     | Djibril Sidibé        | 2       |                 | 2     |
| 2     | Zakaria Aboukhlal     | 2       |                 | 2     |
| 2     | Shavy Babicka         | 2       |                 | 2     |
| 2     | Yann Gboho            | 2       |                 | 2     |
| 2     | Aron Dønnum           | 2       |                 | 2     |
| 2     | Charlie Cresswell     | 1       | 1               | 2     |
| 3     | Rasmus Nicolaisen     | 1       |                 | 1     |
| 3     | Cristian Cásseres Jr. | 1       |                 | 1     |
| 3     | Vincent Sierro        | 1       |                 | 1     |
| 3     | Joshua King           | 1       |                 | 1     |
| 3     | Niklas Schmidt        | 1       |                 | 1     |
| 3     | Warren Kamanzi        | 1       |                 | 1     |
| 3     | Rafik Messali         | 1       |                 | 1     |
| Total | Total                 | 23      | 2               | 24    |